# 시미즈 유코
시미즈 유코(일본어: 清水 ゆう子, 1988년 11월 22일 ~ )는 일본 가나가와현 출신의 여배우, 원래 그라비아 아이돌이다. 주식회사 YMN 소속. 남편은 프로 야구 히로시마 도요 카프의 나카무라 쿄헤이.